# Међународни дан очувања озонског омотача
Међународни дан очувања озонског омотача (незванично и једноставно назван Дан озона) обележава се 16. септембра по замисли Генералне скупштине Уједињених нација. Ова ознака је дата 19. децембра 2000. године, у знак сећања на датум, 1987. године, када су земље потписале Монтреалски протокол о супстанцама које оштећују озонски омотач. Генерална скупштина УН је 1994. године прогласила 16. септембар Међународним даном очувања озонског омотача, у знак сећања на датум потписивања, 1987. године, Монтреалског протокола о супстанцама које оштећују озонски омотач. Циљ обележавања Дана заштите озонског омотача је и подизање опште свести о потреби заштите озонског омотача који чува свет на Земљи од штетног ултраљубичастог зрачења и утиче на атмосферску расподелу температура и климу на планети. Сунчева светлост омогућава живот, а озонски омотач омогућава живот онакав какав знамо.
Усвајањем Кигали амандмана 2016. године уведени су флуоровани гасови са ефектом стаклене баште у Монтрелски протокол, а од 1. јануара 2019. године почело је и његово спровођење. Овим петим амандманом на Монтреалски протокол дата је снажна подршка Споразуму из Париза у борби против глобалног загревања и климатских промена.